# Études de pharmacie en Belgique
En Belgique, les études de pharmacie durent cinq ans : 3 années de bachelier et 2 années de master. 
Six mois de stage en officine ouverte au public sont nécessaires à l’obtention du diplôme de pharmacien. 
Après ces cinq années, les pharmaciens ont la possibilité de suivre une spécialisation. Ces spécialisations concernent :
- les analyses médicales (pour devenir pharmacien-biologiste, cinq ans).
- la spécialisation comme pharmacien d'industrie (un an)
- la spécialisation comme pharmacien hospitalier (trois ans). Au sein des universités de la Communauté flamande, cet enseignement est organisé sous forme d'études inter-universitaires entre les trois universités flamandes citées ci-dessous. Dans la Fédération Wallonie-Bruxelles, l’Université de Liège et l’Université libre de Bruxelles proposent un enseignement commun, et l’Université catholique de Louvain organise sa propre formation.

Les formations sont uniquement organisées au sein des universités de la Fédération Wallonie-Bruxelles ou de la Communauté flamande. En Communauté française de Belgique, seules les trois universités dites complètes (ULiège, UCLouvain et ULB) sont habilitées à la formation complète des pharmaciens, ainsi que la recherche et l'octroi de diplômes de doctorat. Deux autres universités, l'UNamur et l'UMons, sont autorisées à organiser les programmes de bachelier. Depuis la rentrée universitaire 2020, l'université de Namur propose son propre master en pharmacie .

## Universités habilitées
- en français :
  - Université de Liège (ULiège), Faculté de médecine, à Liège.
  - Université catholique de Louvain (UCLouvain), Faculté de pharmacie et des sciences biomédicales, à Bruxelles.
  - Université libre de Bruxelles (ULB), Faculté de pharmacie, à Bruxelles.
  - Université de Mons (UMons), uniquement les bacheliers au sein de la Faculté de médecine et de pharmacie, à Mons.
  - Université de Namur (UNamur), uniquement les bacheliers au sein de la Faculté de pharmacie, à Namur.
- en néerlandais :
  - Université de Gand (UGent), Faculté des sciences pharmaceutiques, à Gand.
  - Katholieke Universiteit Leuven (KU Leuven), Faculté des sciences pharmaceutiques, à Louvain.
  - Vrije Universiteit Brussel (VUB), Faculté de médecine et de pharmacie, à Bruxelles.
  - Université d'Anvers (UA), Faculté des sciences pharmaceutiques, vétérinaires et biomédicales, à Anvers.